# Newzealandia ocellata
Newzealandia ocellata är en plattmaskart som först beskrevs av Arthur Dendy 1901.  Newzealandia ocellata ingår i släktet Newzealandia och familjen Geoplanidae. Inga underarter finns listade i Catalogue of Life.